# عنكبوت القلف
عنكبوت القلف أو كايروستيرس (الاسم العلمي: Caerostris)، جنس عناكب من فصيلة العنكبوت الغازل المداري. وصف الجنس من قبل عالم الفلك السويدي المعروف تامرلان ثوريل (1830-1901) في عام 1868. وتوجد معظم الأنواع في جنوب شرق إفريقيا ومدغشقر.